# Catherine Fox
Catherine Mai-Lan Fox (sinh ngày 15 tháng 12 năm 1977) là cựu vận động viên bơi lội người Mỹ gốc Việt đã giành được hai huy chương vàng tại Thế vận hội Mùa hè năm 1996.
Bà mang trong mình hai dòng máu Việt Nam và châu Âu.  Cha bà tên là Thomas C. Fox (biên tập viên và nguyên là nhà xuất bản của tờ National Catholic Reporter), từng làm việc cho Cơ quan Tình nguyện Quốc tế tại Việt Nam từ năm 1966 đến năm 1968, rồi có dịp được gặp mẹ của Catherine là bà Tô Kim Hoa, một nhân viên công tác xã hội ở Cần Thơ, ít lâu sau hai người kết hôn và cùng nhau chuyển đến sinh sống tại nước Mỹ vào năm 1972.
Fox lớn lên ở Roeland Park, Kansas, học trung học tại Bishop Miege và tốt nghiệp Đại học Stanford, chuyên ngành sinh học con người và nghệ thuật studio.
Fox từng có thời đi thi đấu tại Đại hội Thể thao Liên châu Mỹ năm 1995 và giành huy chương vàng trong đội tiếp sức tự do 4×200 mét. Bà lọt vào đội tuyển Olympic Hoa Kỳ tham dự Thế vận hội Mùa hè năm 1996 tại Atlanta với tư cách là vận động viên bơi tự do và là thành viên của hai đội tiếp sức giành huy chương vàng: giải bơi tự do 4×100 mét (trận chung kết bơi lội) và bơi vòng chung kết 4×100 mét (bơi tự do vòng sơ loại). Fox giành được huy chương vàng ở nội dung bơi tiếp sức 4×100 mét tự do và huy chương đồng ở nội dung 100 mét bơi tự do và 100 mét bơi ngửa, tại Giải vô địch Bơi lội Liên Thái Bình Dương năm 1997.
Tại Stanford, Fox là thành viên đội bơi lội All-America tới 21 lần, vô địch giải NCAA chín lần, và lập kỷ lục của đội Mỹ ở nội dung bơi ngửa 100 yard vào năm 1999 với thời gian 52,47 giây.
Năm 2006, bà được vinh danh tại Đại sảnh Danh vọng Thể thao Kansas.